# Дуи, Макс
Мори́с Лео́н Дуи́ (фр. Maurice Léon Douy, более известный как Макс Дуи́ (фр. Max Douy); 20 июня 1914, Исси-ле-Мулино, Сена — 2 июля 2007, Ножан-сюр-Марн) — французский художник.

## Биография
Работал в театре. Был ассистентом художников Жака Коломбье, Жана Перрье, Лазаря Меерсона, Сержа Пименова, Эжена Лурье и Александра Траунера. В кино с 1930 года. Работал с режиссёрами Жаном Ренуаром, Жаком Беккером, Жаном Гремийоном, Жюльеном Дювивье, Анри-Жоржем Клузо, Луисом Бунюэлем и другими.

## Избранная фильмография

### Художник
- 1932 — Большой ночной город / Großstadtnacht
- 1933 — Миражи Парижа / Mirages de Paris
- 1938 — Роман Вертера / Le Roman de Werther
- 1939 — Правила игры / La règle du jeu
- 1939 — Без завтра / Sans lendemain
- 1942 — Летний свет / Lumière d'été (с Леоном Барсаком и Александром Траунером)
- 1942 — Последний козырь / Dernier atout
- 1943 — Прощай, Леонард / Adieu Léonard
- 1943 — Огненный Николя / Feu Nicolas
- 1943 — Небо принадлежит вам / Le ciel est à vous
- 1945 — Дамские тряпки / Falbalas
- 1945 — Дамы Булонского леса / Les Dames du Bois de Boulogne
- 1945 — Ферма повешенного / La ferme du pendu
- 1946 — Дело об ожерелье королевы / L’Affaire du collier de la reine
- 1946 — Петрюс / Pétrus
- 1946 — Сильвия и привидение / Sylvie et le fantome
- 1947 — Дьявол во плоти / Le Diable au corps
- 1947 — Набережная Орфевр / Quai des Orfèvres
- 1949 — Возвращение к жизни / Retour à la vie
- 1949 — Манон / Manon
- 1949 — Тайна жёлтой комнаты / Le mystère de la chambre jaune
- 1949 — Аромат дамы в чёрном / Le parfum de la dame en noir
- 1949 — Займись Амелией / Occupe-toi d’Amélie..
- 1950 — Вот она, красавица / La Belle que voila
- 1951 — Адрес неизвестен / …Sans laisser d’adresse
- 1951 — Капитан Фабиан / Adventures of Captain Fabian
- 1951 — Красная таверна / L’Auberge rouge
- 1952 — Семь смертных грехов / Les sept péchés capitaux
- 1952 — Брачное агентство / Agence Matrimoniale
- 1953 — Без отпущения грехов / Le bon Dieu sans confession
- 1954 — Дело Маурициуса / L’affaire Maurizius
- 1954 — Красное и чёрное / Le Rouge et le noir
- 1954 — Французский канкан / French Cancan
- 1954 — Хлеб в траве / Le Blé en herbe (в советском прокате «Молодо-зелено»)
- 1955 — Дурные встречи / Les mauvaises rencontres
- 1955 — Ночная Маргарита / Marguerite de la nuit
- 1955 — Мамаша Кураж и её дети / Mutter Courage und ihre Kinder
- 1956 — Это называется зарей / Cela s’appelle l’aurore
- 1956 — Через Париж / La Traversée de Paris
- 1957 — Тот, кто должен умереть / Celui qui doit mourir
- 1958 — Таманго / Tamango
- 1958 — В случае несчастья / En cas de malheur
- 1958 — Игрок / Le joueur
- 1959 — Зелёная лошадь / La Jument verte
- 1959 — Тральщики / Les Dragueurs
- 1960 — Регаты в Сан-Франциско / Les régates de San Francisco
- 1961 — Не убий / Tu ne tueras point
- 1961 — Граф Монте Кристо / Le Comte de Monte Cristo
- 1962 — Семь смертных грехов / Les sept péchés capitaux
- 1962 — Федра / Phaedra
- 1963 — Убийца / Le Meurtrier
- 1963 — Кубышка Жозефы / Le magot de Josefa
- 1964 — Картошка / Patate
- 1965 — Вторая истина / La Seconde vérité
- 1965 — Чёрный юмор / Umorismo in nero
- 1965 — Дневник женщины в белом / Journal d’une femme en blanc
- 1965 — Фантомас разбушевался / Fantômas se déchaîne
- 1966 — Новый мир / Un monde nouveau
- 1966 — На прицеле у смерти / Atout coeur à Tokyo pour O.S.S. 117
- 1966 — Женщина в белом возмущается / Une femme en blanc se révolte
- 1967 — Древнейшая профессия в мире / Le Plus vieux métier du monde (новелла «Сегодня»)
- 1967 — Фантомас против Скотланд-Ярда / Fantômas contre Scotland Yard
- 1967 — Эстуфад по-карибски / Estouffade à la Caraïbe
- 1968 — Францисканец из Буржа / Le franciscain de Bourges
- 1968 — Катрин / Catherine
- 1969 — Охрана замка / Castle Keep
- 1969 — Картошка / Les patates
- 1971 — Побег / La cavale
- 1971 — Ромовый бульвар / Boulevard du rhum
- 1972 — Вожаки / Les caïds
- 1972 — 1974 — Жозеф Бальзамо / Joseph Balsamo (мини-сериал)
- 1972 — День, когда клоун плакал / The Day the Clown Cried
- 1973 — / L’insolent
- 1974 — Четыре мушкетёра Шарло / Les Quatre Charlots mousquetaires
- 1974 — Нас четверо, кардинал / Les Charlots en folie: À nous quatre Cardinal! (в советском прокате «Четверо против кардинала»)
- 1975 — Специальное отделение / Section spéciale
- 1975 — Дикарь / Le Sauvage
- 1976 — Победа с песней / La victoire en chantant
- 1977 — Арденнская ветчина / Jambon d’Ardenne
- 1977 — Глория / Gloria
- 1977 — Вы не получите Эльзас и Лотарингию / Vous n’aurez pas l’Alsace et la Lorraine
- 1979 — Лунный гонщик / Moonraker
- 1981 — Мальвиль / Malevil
- 1982 — Последний специальный / Spéciale dernière (ТВ)
- 1982 — Ревущие сороковые / Les Quarantièmes rugissants
- 1983 — По указу короля / Par ordre du Roy (ТВ)

## Награды
- 1949 — премия 3-го Каннского кинофестиваля за лучшие декорации («Займись Амелией»)